# Inti Podestá
Inti Podestá Mezzetta (Montevideo, Uruguay, 23 de abril de 1978) es un exfutbolista uruguayo.

## Carrera
Comenzó su carrera en 1996 jugando para el Danubio FC. Jugó para el club hasta 1999. En ese año se fue a España para integrar el plantel de Sevilla FC donde marcó uno de los goles más importantes de la historia del club, el del ascenso a la Primera División en 2001. Jugó hasta 2004, cuando decidió retirarse definitivamente del fútbol profesional, a raíz de una rebelde lesión en la rodilla.

## Selección nacional
Ha sido internacional con la selección de fútbol de Uruguay en 1999.

## Clubes[4]
| Club    | País    | Año       |
| ------- | ------- | --------- |
| Danubio | Uruguay | 1996-1999 |
| Sevilla | España  | 1999-2004 |